# Domenico Casablanca
Domenico Casablanca (Savoca, 1495 circa – Vico Equense, novembre 1564) è stato un vescovo cattolico italiano.

## Biografia
Nacque nel Regno di Sicilia, a Savoca, città feudale del Val Demone e capoluogo di una vasta baronia sotto il mero e misto imperio dell'archimandrita di Messina. La sua famiglia, appartenente alla piccola aristocrazia terriera, era di origine aragonese, e, con molta probabilità, era giunta nel Regno di Sicilia nel XIV secolo. L'anno di nascita preciso è sconosciuto e controverso: si può ritenere che sia nato tra il 1490 e il 1495.
Ancora giovane entrò nell'Ordine dei frati predicatori che in Savoca avevano un grande convento, fondato nel 1444 e retto da un priore.
Secondo quanto asserisce Vito Amico nel suo Lexicon Topographicum Siculum, fu vescovo di Vicenza verso il 1545, ma tale affermazione non trova conferma alcuna; è certo però che partecipò al Concilio di Trento e che fu intimo amico di papa Paolo IV.
Il 4 febbraio 1558 divenne vescovo di Vico Equense, succedendo a Nicolò Sicardi, e vi rimase fino alla sua morte avvenuta nel novembre del 1564; venne sepolto nella cattedrale della Santissima Annunziata di Vico Equense.